# Fonte de Angeão e Covão do Lobo
Fonte de Angeão e Covão do Lobo (oficialmente: União das Freguesias de Fonte de Angeão e Covão do Lobo) é uma freguesia portuguesa do município de Vagos, com 17,55 km² de área e 2016 habitantes (censo de 2021). A sua densidade populacional é 114,9 hab./km².

## História
Foi criada aquando da reorganização administrativa de 2012/2013, resultando da agregação das antigas freguesias de Fonte de Angeão e Covão do Lobo.

## Demografia
A população registada nos censos foi:
| Distribuição da População por Grupos Etários | Distribuição da População por Grupos Etários | Distribuição da População por Grupos Etários | Distribuição da População por Grupos Etários | Distribuição da População por Grupos Etários | Distribuição da População por Grupos Etários |
| -------------------------------------------- | -------------------------------------------- | -------------------------------------------- | -------------------------------------------- | -------------------------------------------- | -------------------------------------------- |
| Antes da agregação                           |                                              |                                              |                                              |                                              |                                              |
| Ano                                          | 0-14 anos                                    | 15-24 anos                                   | 25-64 anos                                   | >= 65 anos                                   | Total                                        |
| 2001                                         | 373                                          | 370                                          | 1144                                         | 417                                          | 2304                                         |
| 2011                                         | 267                                          | 263                                          | 1123                                         | 512                                          | 2165                                         |
| Após a agregação                             |                                              |                                              |                                              |                                              |                                              |
| Ano                                          | 0-14 anos                                    | 15-24 anos                                   | 25-64 anos                                   | >= 65 anos                                   | Total                                        |
| 2021                                         | 245                                          | 179                                          | 992                                          | 600                                          | 2016                                         |